# نيك كيسي
نيك كيسي (بالإنجليزية: Nick Casey) هو محامي أمريكي، ولد في 19 أكتوبر 1953 في مارميت في الولايات المتحدة.